# Louis Pierre Delosme
 (avril 2019).
Si vous disposez d'ouvrages ou d'articles de référence ou si vous connaissez des sites web de qualité traitant du thème abordé ici, merci de compléter l'article en donnant les références utiles à sa vérifiabilité et en les liant à la section « Notes et références ».
Louis Pierre Delosme, né le 12 mars 1768 à Tournon (Ardèche), mort le 29 septembre 1828 dans la même ville, est un général français de la Révolution et de l’Empire.

## Biographie
Il fait ses premières études à l'École militaire, et suit les cours de droit à Paris lorsque la Révolution française éclate.
Volontaire dans la garde nationale parisienne le 14 juillet 1789, et appointé dans cette garde en avril 1790, il devient troisième sergent de compagnie le 8 novembre, premier sergent au mois d'août 1791, et sous-lieutenant le 17 février 1792.
Le 25 mai 1792, il entre avec son grade dans le 1er bataillon du 91e régiment d'infanterie, il embarque pour l'expédition de Sardaigne sur la frégate la Caroline, et il est promu le 21 novembre 1792, lieutenant par ancienneté dans le même corps 165e demi-brigade d'infanterie par l'amalgame du 10 vendémiaire an II (1er octobre 1793), puis 4e demi-brigade de ligue, le 1er floréal an II (20 avril 1794).
Passé sur la frégate la Melpomène, il se distingue dans le combat du 30 vendémiaire au 1er brumaire an II (22 octobre 1794) contre le vaisseau britannique l'Agamemnon, et il reçoit un coup de biscaïen dans la main gauche.
Chargé, le 25 du même mois, du commandement des troupes de débarquement sur les côtes de la Corse destinées à la contre-attaque lors de la bataille de Farinole, il pénètre dans les retranchements ennemi, et reçoit un coup de feu à travers le corps. Il obtient le grade de capitaine par arrêté du représentant Jean-Pierre Lacombe-Saint-Michel.
Il est présent, le 23 nivôse an III (12 janvier 1795), au combat de la Melpomène contre les frégates britanniques la Lêda et le Jiomulus, il prend également part au siège de Calvi soutenu contre les Britanniques pendant les mois de Prairial et de Messidor an III, il commande le fort Mosello, et il reçoit, le 2 thermidor, une blessure à la jambe gauche. Il est envoyé deux fois en parlementaire pour régler les conditions de la capitulation qui eut lieu le 14 thermidor an III (1er août 1795).
Adjoint à l'adjudant-général Léopold Berthier, chef d'état-major de l'armée de Rome, le 15 nivôse an VI (4 janvier 1798), il sert en cette qualité pendant les ans VI et VII, et il obtient, le 1er messidor an VII (19 juin 1799), le grade de chef de bataillon à la 45e demi-brigade de ligne.
le 25 prairial an XII (14 juin 1804), il est fait membre de la Légion d'honneur, et il est attaché à l'état-major du 2e corps de la Grande Armée par ordre du 5 fructidor an XII (23 août 1804). Il fait en cette qualité les campagnes de l'an XIV à 1806 en Autriche et en Prusse, et il est promu adjudant-commandant le 31 mai 1806.
En congé à Paris au mois de juin 1809, pour cause de santé, il obtint le 21 avril 1810, un ordre de service pour l'état-major de l'armée de Portugal. Il fait en qualité de chef d'état-major de la 1re division d'infanterie les campagnes d'Espagne en 1811, 1812 et 1813, et il est créé baron de l'Empire par décret du 15 août 1811. Il est le 25 novembre 1813, élevé au grade de général de brigade en même temps qu'à celui d'officier de la Légion d'honneur.
Il est employé à Bayonne pendant la campagne de France. Il est mis en demi-solde le 1er septembre 1814, il participe pendant les Cent-Jours à l'organisation des gardes nationales de la 5e division militaire.
Mis en non-activité sous la seconde Restauration, il est disponible en avril 1826, et il est admis à la retraite à compter du 1er janvier 1825.
Il se retire à Paris et il obtient le grade de lieutenant-général honoraire en novembre 1826.
Il est mort le 29 septembre 1828, à Tournon en (Ardèche).